# 中華慈善獎
中华慈善奖是由中华人民共和国民政部主办的慈善领域的政府最高奖，设立于2005年。每年举办一次，评选表彰在中华人民共和国公益慈善领域事迹突出或产生较大影响力的个人、机构和项目。
每届中华慈善奖评选表彰活动于当年1月份启动，并应于3个月内完成。

## 奖项设置
中华慈善奖共设6类奖项、100个名额，具体包括：
- 慈善捐赠奖，40名左右，旨在表彰以捐款、捐物的方式参与慈善事业，捐赠款物数额较大或捐赠款物数额有限但事迹突出、影响深远的个人和企业；其中个人10名，国有企业、民营企业、外资企业各10名。
- 慈善组织奖，20名左右，旨在表彰在慈善领域内开展活动、运作管理规范、信息公开透明、社会公信力高、成绩突出的社会组织。
- 慈善楷模奖，10名左右，旨在表彰利用个人的时间、财力、物力和资源，以参加志愿服务、奉献专业技能等方式长期参与和从事慈善事业，受到群众广泛好评的典型模范人物。
- 慈善工作者奖，10名左右，旨在表彰慈善机构中在资源筹募、机构管理、服务开拓等方面做出突出成绩、并具有社会影响力和示范带头作用的人士。
- 慈善项目奖，10名左右，旨在表彰受助范围广、具有创新性和发展性、受助群体反响好、社会影响力大的慈善项目。
- 慈善传播奖，10名左右，旨在表彰对慈善文化的传播作出突出贡献的文化宣传工作者、传播媒体及媒体栏目等。

## 历届获奖名单
个人：
- 丁晓莲 宁夏固原国家税务局
- 于海波 吉林长春市心语志愿者协会
- 马淑玉 山西广播电视局
- 尹明善 重庆力帆控股有限公司
- 方润华 香港协成行集团
- 方黄吉雯 香港普华永道会计师事务所
- 王宽 河南郑州市豫剧院
- 王玉锁 河北新奥燃气控股份有限公司
- 王西林 陕西延安王家坪实业发展集团
- 王健林 大连万达集团股份有限公司
- 王端瑞 青岛伟东置业集团
- 丛飞 深圳市义务工作者联合会
- 冯艾 上海复旦大学经济学院
- 田雄 北京韩建集团有限公司
- 申素芳 厦门市慈善总会
- 关牧村 天津歌舞剧院
- 刘志强 翟美卿 广东香江集团有限公司
- 吉美坚赞 青海果洛川吉美坚赞福利学校
- 孙茂芳 北京军区总医院退休干部
- 成龙 香港英皇集团
- 朱玉林 吉林白山市育林孤儿院
- 朱奕龙 宁夏银帝集团
- 米恩华 新疆华凌工贸集团有限公司
- 邢李火原 香港思捷环球控股有限公司
- 余慧文 上海慈善基金会
- 张永全 辽宁鞍山宝得钢铁有限公司
- 李宁 中国体育投资有限公司(北京)
- 李玉兰 安徽蚌埠市蚌山区华照饭店
- 李运强 香港海南商会
- 李金元 天津天狮集团有限公司
- 李思廉 广东广州富力地产股份有限公司
- 李春元 山西闻喜残联海鑫活性钙厂
- 黑李景荣 黑龙江大庆石油化工总厂
- 李嘉诚 香港长江实业
- 杨文瑛 香港晨兴电子科技集团
- 杨应瑞 美国慈亲基金会
- 杨卓舒 河北卓达房地产集团有限公司
- 杨宗义 江苏省南京福中信息产业集团有限公司
- 杨绍军 湖南常德市阳光孤儿院
- 杨受成 香港英皇集团
- 邵逸夫 香港邵氏基金会
- 邹珊刚 湖北华中科技大学管理学院
- 陈泽盛 福建运盛集团
- 陈荣超 北京丰台区人民政府军队离休退休干部第13休养所
- 陈梁悦明 香港盲人辅导会
- 周仲超 江西重诏爱乡慈善委员会
- 林圣雄 浙江圣雄投资集团有限公司
- 林贤友 甘肃大陆桥投资开发有限公司
- 林瑞班 福建三明市红十字会
- 罗淑兰 江西淑兰窗帘装潢厂
- 郑琦 湖北当阳市庙前镇景岗小学
- 金金龙 韩国驻青岛总领事馆
- 侯立尊 天津金桥焊接材料有限公司
- 赵凤鸣 吉林公主岭市振兴大厦
- 赵治辉 浙江新昌鹤建筑群机械有限公司
- 赵渭忠 河北省军区退休干部
- 郭胜华 浙江法国亚美国际投资集团
- 钱月宝 江苏梦兰集团有限公司
- 高永华 福建福州市树汤路172号
- 黄如论 世纪金源集团(北京)
- 储吉旺 宁波如意股份有限公司
- 强巴遵珠 西藏拉萨彩泉福利民民族手工业有限公司
- 曾宪梓 香港金利来集团
- 韩召善 辽宁盼盼安居股份有限公司
- 蓝勇 贵州灵达房地产开发股份有限公司
- 霍英东 香港
- 濮存昕 北京人民艺术剧院

机构：
- 北京中国石油天然气集团公司
- 北京中国海洋石油总公司
- 北京可口可乐中国有限公司
- 北京安利中国日用品有限公司
- 北京中国教育电视台
- 内蒙古内蒙古伊泰集团有限公司
- 黑龙江哈药集团有限公司
- 上海均瑶集团有限公司
- 上海工商业联合会
- 香港上海汇丰银行有限公司
- 上海干细胞捐献志愿者俱乐部
- 江苏无锡祥符禅寺
- 浙江红蜻蜓集团有限公司
- 江西省红十字志愿护理服务中心
- 山东胜利石油管理局
- 湖南白沙集团
- 广东TCL集团股份有限公司
- 广东公益恤孤助学促进会
- 国际世界宣明会广西项目办公室
- 四川永隆实业有限公司
- 云南昭通黑颈鹤保护志愿者协会
- 陕西彩虹集团
- 香港合和实业有限公司
- 大连市慈善总会义工分会
- 青岛“微尘”
- 青岛澳柯玛
- 深圳中国平安保险(集团)股份有限公司

慈善项目
- 长城-特困大学生自强项目 中国扶贫基金会
- 北京微笑列车唇腭裂矫治项目 中华慈善总会
- 北京希望工程 中国青少年发展基金会
- 北京春蕾计划 中国儿童少年基金会
- 北京中华健康快车 中华健康快车基金会
- 北京大地之爱·母亲水窖 中国妇女发展基金会
- 北京侨心工程 中国侨联直属中国华侨经济文化基金会
- 北京中华红丝带家园 中华红丝带基金
- 北京592法律援助项目 中国法律援助基金会
- 北京光彩事业 中国光彩事业促进会
- 北京孤残儿童救助 中国社工协会

终身荣誉奖
- 李嘉诚

个人
- 陈辅唐
- 黄如论
- 阿布力孜·努来克

机构
- 国家电网公司
- 大连万达集团股份有限公司
- 南方李锦记有限公司
- 中国三星
- 台湾佛教慈济慈善事业基金会

慈善项目
- 中华骨髓库
- 圆梦行动

终身成就奖
- 邵逸夫

个人
- 陈光标 江苏黄埔再生资源利用有限公司董事长
- 李家杰 香港恒基兆业地产有限公副主席
- 赵在和 湖南湘潭县退休干部

企业
- 中国远洋运输(集团)总公司
- 中天建设集团有限公司
- 恒大地产集团
- 汇丰银行(中国)有限公司

慈善项目
- 江苏如皋市邮政局“爱心邮路”
- 红十字天使计划
- 二00七媒体慈善关爱行动

内资企业
- 中国移动通信集团公司
- 国家电网公司
- 中国电信集团公司
- 中国石油化工集团公司
- 中国海洋石油总公司
- 海航集团有限公司
- 中国建设银行股份有限公司
- 日照钢铁控股集团有限公司
- 海尔集团公司
- 中国远洋运输（集团）总公司
- 中国南方电网有限责任公司
- 宝钢集团有限公司
- 紫金矿业集团股份有限公司
- 天津荣程联合钢铁集团有限公司
- 中天建设集团有限公司
- 江苏沙钢集团公司
- 中国平安保险（集团）股份有限公司
- 中国建筑工程总公司
- 中国航空工业第一集团公司
- 中国华能集团公司
- 中国核工业集团公司
- 云南冶金集团总公司
- 中国航天科技集团公司
- 中国兵器工业集团公司
- 攀枝花钢铁集团有限公司
- 中国网络通信集团公司
- 广州发展集团有限公司
- 苏宁电器股份有限公司
- 中国铝业公司武汉钢铁（集团）公司
- 华润（集团）有限公司
- 中国船舶重工集团公司
- 中国第一汽车集团公司
- 中国华电集团公司
- 中国交通建设集团有限公司
- 中国人寿保险股份有限公司
- 中国航空工业第二集团公司
- 中国铁道建筑总公司
- 东风汽车股份有限公司
- 中国铁路工程总公司
- 中国机械工业集团公司
- 四川省宜宾市五粮液集团有限公司
- 中国冶金科工集团公司
- 神华集团有限责任公司
- 盼盼安居股份有限公司
- 广东电网公司
- 万科企业股份有限公司
- 中国航天科工集团公司
- 上海复星高科技（集团）有限公司
- 中粮集团有限公司
- 卓达房地产集团有限公司
- 中国中化集团公司
- 大同煤矿集团有限责任公司
- 中国民生银行
- 广州汽车工业集团有限公司
- 中联重工科技发展股份有限公司
- 深圳中航集团股份有限公司
- 中国大唐集团公司
- 内蒙古伊泰集团有限公司
- 中国人民保险集团公司
- 雅戈尔集团股份有限公司
- 阿里巴巴（中国）有限公司
- 中兴通讯股份有限公司
- 山东金锣企业集团总公司
- 大庆高新区百世环保科技公司
- 四川科伦药业股份有限公司
- 腾讯公司
- 江苏悦达集团有限公司
- 山西杏花村汾酒集团有限责任公司
- 人民教育出版社太原钢铁（集团）有限公司
- 云天化集团有限责任公司
- 奇瑞汽车股份有限公司
- 正泰集团股份有限公司
- 青岛港有限公司
- 国信证券股份有限公司
- 健康元药业集团股份有限公司
- 招商银行股份有限公司
- 山西联盛能源（集团）有限公司
- 北京新东方教育科技（集团）有限公司
- 昆明钢铁集团有限责任公司
- 大商集团股份有限公司
- 中国化工集团公司
- 吉林省辉南辉发制药股份有限公司
- 甘肃建新实业集团有限公司
- 中国兵器装备集团公司
- 阳泉煤业（集团）有限责任公司
- 中国通用技术（集团）控股有限责任公司
- 浙江吉利控股集团有限公司
- 中国保利集团公司
- 中国石油天然气集团公司
- 中国储备粮管理总公司
- 山东济钢集团有限公司
- 江西济民可信集团有限公司
- 杭州银行股份有限公司
- 中国中材集团公司
- 新兴铸管集团有限公司
- 联想（北京）有限公司
- 杭州娃哈哈集团有限公司
- 中国电子信息产业集团公司
- 中国中钢集团公司
- 四川剑南春集团有限责任公司
- 哈药集团有限公司
- 中国葛洲坝集团公司
- 三一集团有限公司
- 交通银行股份有限公司
- 内蒙古伊利实业集团股份有限公司
- 枣庄矿业集团有限责任公司
- 深圳海王集团股份有限公司
- 山西潞安矿业（集团）有限责任公司
- 珠海格力电器股份有限公司
- 中国电力投资集团公司
- 劲牌有限公司
- 珍奥集团股份有限公司
- 华电国际电力股份有限公司
- 莱芜钢铁集团有限公司
- 山东省商业集团总公司
- 中国重型汽车集团有限公司
- 山东高速集团有限公司
- 招商证券股份有限公司
- 人和商业控股有限公司
- 中国国电集团公司
- 深圳市金立通信设备有限公司
- 森马集团有限公司
- 通化钢铁集团股份有限公司
- 上海绿地（集团）有限公司
- 中国农业发展集团总公司
- 江苏星源房地产综合开发有限公司
- 河北前进钢铁集团有限公司
- 博宥投资管理集团有限公司
- 徐州工程机械集团有限公司
- 成都迈普产业集团有限公司
- 四川金广实业（集团）股份有限公司
- 上海康基环保设备有限公司
- 中国水电工程顾问集团公司
- 青岛啤酒股份有限公司
- 中山市欧普照明股份有限公司
- 中国对外贸易运输（集团）总公司
- 中国新时代控股（集团）公司
- 山东亚太森博浆纸有限公司
- 青岛钢铁控股集团有限责任公司

外资企业和港、澳、台资企业
- 诺华中国
- 香港赛马会
- 阿斯利康（中国）
- 汇丰银行
- 雅居乐地产控股有限公司
- 富士康科技集团
- 加多宝集团
- 台塑集团
- 三星（中国）有限公司
- 宝洁（中国）有限公司
- 台湾长荣集团
- 金光纸业（中国）有限公司
- 台湾霖园集团
- 台湾润泰集团
- 耐克体育（中国）有限公司
- 如新中国日用保健品有限公司
- 顶新国际集团
- 安利（中国）日用品有限公司
- 百丽国际控股有限公司
- 旺旺集团
- 利乐中国
- 益海嘉里投资有限公司
- 华兰生物工程股份有限公司
- 百胜餐饮集团中国事业部
- 观澜湖高尔夫球会
- 诺基亚（中国）投资有限公司
- 多布瑞菲医药有限公司
- 台湾奇美集团
- 台湾烨联集团
- 台湾宝成集团
- 台湾蓝天群光集团
- 赛诺菲安万特（中国）投资有限公司
- 松下电器（中国）有限公司
- 宝成国际集团
- 真维斯国际（香港）有限公司
- 欧莱雅（中国）有限公司
- 微软（中国）有限公司
- 江门市大长江集团有限公司
- 雀巢（中国）有限公司
- 西门子（中国）有限公司
- 思科系统（中国）有限公司
- 安踏（中国）有限公司
- 百事（中国）投资有限公司
- 恒安集团双汇实业集团有限责任公司
- 佳能（中国）有限公司
- 南益集团
- 壳牌（中国）有限公司

个人
- 黄如论 世纪金源集团
- 陈光标 江苏黄埔再生资源利用有限公司
- 许荣茂 香港世茂集团
- 李清友 中泰华威国际投资有限公司
- 杨国强、杨惠妍 碧桂园集团
- 李爱君 桃源居集团（深圳）有限公司
- 卢志强 中国泛海控股集团有限公司
- 王健林 大连万达集团股份有限公司
- 许世辉 福建达利集团
- 古润金 完美集团
- 毛文凤 江苏可一出版物发行集团
- 匡俊英 北京万国经典书城
- 刘沧龙 四川宏达集团
- 霍庆华 内蒙古庆华集团
- 孙荫环 亿达集团有限公司
- 陈祖伟 常州天禄建设开发有限公司
- 崔如琢 　 画家
- 许家印 恒大地产集团
- 周锦辉 澳门励骏创建集团
- 祝义材 江苏雨润食品产业集团有限公司
- 阎夫立 郑州大学陶瓷文化研究中心
- 修涞贵 修正药业集团
- 李思廉 广州富力地产股份有限公司
- 方 威 辽宁方大集团实业有限公司
- 杨受成 香港英皇集团
- 刘 冰 格林雷斯环保科技有限公司
- 董配永 华夏董氏兄弟商贸（集团）有限责任公司
- 何其新 江苏波司登制衣有限公司
- 李贤义 信义集团
- 陈江和 新加坡金鹰国际集团
- 许景南 匹克集团
- 刘建民 甘肃建新事业集团有限公司
- 曾宪梓 香港金利来集团
- 柯希平 厦门恒兴集团有限公司
- 李金元 天狮集团
- 李文达 李锦记集团有限公司
- 谢国民 正大集团
- 滕和显 北京润发投资集团有限公司
- 张永全 辽宁省鞍山宝得钢铁有限公司
- 董才平 中天钢铁集团有限公司
- 王振华 江苏新城房产股份有限公司
- 李厚霖 恒信钻石机构
- 李玉玲 美国成功集团
- 陈晓颖 中信二十一世纪（香港）有限公司
- 曹兴诚 联电集团
- 马永升 云南昊龙事业集团有限公司
- 楼 明 广厦建设集团有限责任公司
- 陈水波 北京润丰房地产开发有限公司
- 过鑫富 浙江杭州鑫富药业股份有限公司
- 戴志庆 上海证大投资集团
- 王琳达 怡海集团
- 金林玉 广东哥弟时尚研发企业有限公司
- 王玉锁 新奥集团
- 何鸿燊 澳门旅游娱乐有限公司
- 王振滔 奥康集团有限公司
- 何猷龙 新濠国际发展有限公司
- 王传福 比亚迪股份有限公司
- 王 超 河北宏润新型面料有限公司
- 潘 巍 吉林万通药业
- 张 茵 玖龙纸业（控股）有限公司
- 刘绍喜 宜华企业（集团）有限公司
- 吴光正 九龙仓集团有限公司
- 陈逢干 宁夏石嘴山大榆树沟煤炭产销有限公司
- 李兆会 海鑫钢铁集团有限公司
- 曹德旺 福耀（玻璃）工业集团
- 施恭旗 上好佳（中国）有限公司
- 荀建华 江苏常州亿晶光电科技有限公司
- 陈立仁 成都仁和实业（集团）有限公司
- 陈 华 京基集团有限公司
- 陈柏华 吉林省榆树市房地产开发经营有限公司
- 潘阿祥 浙江振兴阿祥集团有限公司
- 李新炎 中国龙工控股有限公司
- 杨文瑛 晨兴国际控股
- 张宏伟 东方集团
- 王文彪 亿利资源集团有限公司
- 林新华 福建省龙岩市新罗区林国仁教育基金会
- 盛承慧 香港昌兴集团公司
- 苏旭明 泰国TCC集团
- 马志英 自由职业
- 王万林 自由职业
- 冯笑原 兰州慈爱艺术实验职业学校
- 任法融 　 中国道教协会
- 刘瑞旗 恒源祥（集团）有限公司
- 孙茂芳 中国人民解放军北京军区总医院
- 米恩华 新疆华凌工贸集团
- 许淑玲 台湾旅行商业同业公会
- 宋志永 务农
- 张绍启 　 自由职业
- 李春平 　 自由职业
- 杨 丽 昆明市总工会
- 杨 澜 阳光文化基金会
- 沈 冰 中央电视台
- 沈翠英 退休教师
- 陈炳炎 辽宁省阜新蒙古族自治县顺泰客运有限责任公司
- 孟贵臣 河南省范县人事局
- 郑卫宁 深圳市残友软件有限公司
- 郑复生 徐州心缘志愿者服务中心
- 郑渊洁 　 皮皮鲁讲堂
- 姜达敖 欧亚华都（宜兴）环保有限公司
- 姜丽娟 退休干部
- 姜 纯 安徽省楚江投资集团有限公司
- 赵俊方 务农
- 赵渭忠 离休干部
- 凌 锋 北京宣武医院
- 徐勇辉 伊力特股份有限公司
- 陶永法 　 江苏省张家港市烟酒贸易公司
- 韩汝芬 彭城培智学校
- 廖艳晖 深圳市自闭症研究会
- 潘亚文 北京中奥联合投资发展有限公司

机构和团体
- 李嘉诚基金会
- 天使妈妈志愿者团队
- 长春市慈善爱心车队
- 全国台湾同胞投资企业联谊会
- 佛教慈济慈善事业联合会
- 武警青海省总队

慈善项目
- 5.12心灵守望计划 中国青少年发展基金会
- 上海社工灾后重建服务项目 上海市社会工作者协会
- 中山慈善万人行 中山市红十字会
- 中华慈善总会百胜慈善医疗济困行动 中华慈善总会
- 中国红十字会李连杰壹基金计划 中国红十字会李连杰壹基金
- 中国红行动 中国红十字基金会
- 中国扶贫基金会紧急救援项目 中国扶贫基金会
- 心目看世界盲人广播电影项目 北京红丹丹教育文化交流中心
- 母亲健康快车 中国妇女发展基金会
- 甘肃省512地震灾后心理干预 甘肃怡欣心理咨询中心
- 生命的礼物免费救治贫困家庭先天性心脏病儿童 江西省慈善总会
- 生态厕所参与灾区重建 中华环境保护基金会
- 产学研一体化的湖南大学公益创业教育项目 湖南大学
- 光彩文库 中华全国工商业联合会
- 红十字乐和家园建设 北京地球村环境教育中心
- 西部园丁培训计划少数民族教师培训 中国宋庆龄基金会
- 西藏阳光工程 援助西藏发展基金会
- 劳务工关爱基金 深圳市慈善会
- 侨（爱）心工程 中国华侨经济文化基金会
- 幸福工程救助贫困母亲行动 中国人口与福利基金会
- 苹果赤脚医生工程 北京苹果慈善基金会
- 信德（信义）慈善希望学校 信义环保特种玻璃（芜湖）有限公司
- 信德房地产开发（芜湖）有限公司
- 勇往直前合作项目 湖南省青少年发展基金会、湖南卫视
- 思源阳光计划 中华思源工程扶贫基金会
- 恒爱行动 中国儿童少年基金会和恒源祥集团
- 爱心2008贫困家庭病残儿童救助活动 中国社会工作协会
- 爱心救助“鸠兹行动” 安徽省芜湖市民政局
- 爱佑童心 爱佑华夏慈善基金会
- 新公民计划 南都公益基金会
- 蓝天下的至爱 慈善系列活动 上海市慈善基金会等
- 鹤童侯立尊百万慈善助学金 天津市南开区鹤童老年福利协会
- 星星港精神救援项目 上海星星港关爱服务中心

附：全国优秀慈善工作者获得者名单
- 于占儒 辽宁省锦州市慈善总会
- 于永军 山东省烟台市慈善总会
- 马 华 辽宁省阜新市慈善总会
- 马 莉 新疆维吾尔自治区慈善总会
- 马时雍 浙江省杭州市慈善总会
- 历 松 河南省鹿邑县慈善会
- 尤俊欣 江苏省无锡市慈善总会
- 尹德贤 吉林省松原市慈善总会
- 方 芳 中国宋庆龄基金会广西融水国际志愿者工作站
- 方黄吉雯 中华健康快车基金会
- 王 平 中国红十字会总会
- 王汝鹏 中国红十字基金会
- 王行最 中国扶贫基金会
- 王 甫 河南省焦作市慈善总会
- 王金泉 中华慈善总会
- 王敬德 山东省平阴县慈善总会
- 邓守成 贵州省青少年发展基金会
- 丘仲辉 爱德基金会
- 兰艳红 辽宁省本溪市慈善总会
- 卢贝拉 广东省广州市慈善会
- 叶 榄 河南省潢川县环保志愿者协会
- 白直友 浙江省苍南县慈善总会
- 刘水兰 江西省慈善总会
- 刘庆凯 辽宁省铁岭市慈善总会
- 刘迎建 湖南省红十字会
- 刘 京 中国社会工作协会、《公益时报》社
- 刘 静 宁夏回族自治区红十字会
- 孙天兴 河南省平顶山市慈善总会
- 孙成堪 浙江省温州市慈善总会
- 孙 君 北京市延庆县绿十字生态文化传播中心
- 孙 建 中国光华科技基金会
- 庄爱玲 上海映绿公益事业发展中心
- 朱元伙 福建省泉州市慈善总会
- 朱岫峰 河南省周口市慈善总会
- 羊光然 海南省青少年希望基金会
- 吴国平 江苏省无锡市灵山慈善基金会
- 吴 彬 广东省中山市红十字会
- 吴 雄 安徽省马鞍山市慈善总会
- 吴锡顺 浙江省温州市瓯海区慈善总会
- 宋立英 中国儿童少年基金会
- 宋庆华 北京灿雨石信息咨询中心
- 张心国 中华慈善总会
- 张发良 山东省济宁市慈善总会
- 张全国 河南省驻马店市慈善总会
- 张年琼 四川省南部县慈善会
- 张 兵 湖北省宜昌市慈善总会
- 张宏林 江苏省通州市慈善基金会
- 张宝金 河南省鹿邑县慈善会
- 张 昕 中华慈善总会
- 张金泉 上海市慈善基金会松江区分会
- 张俊久 吉林省慈善总会
- 张 珏 江苏省启东市新世纪创业教育慈博协会
- 张继东 吉林市慈善总会
- 张辅世 江苏省邳州市希望之家
- 张 颖 安徽省阜阳市艾滋病贫困儿童救助协会
- 张碧芳 陕西省宝鸡市红十字会
- 李玉林 《慈善》杂志社
- 李 刚 浙江省慈善总会
- 李庆年 山东省青岛市慈善总会
- 李自勤 河南省濮阳市慈善总会
- 李克勋 湖南省青少年发展基金会
- 李厚明 重庆市江津区慈善会
- 李春乾 河南省滑县慈善总会
- 李晓林 中华思源工程扶贫基金会
- 李朝东 浙江省杭州市慈善总会
- 李新兰 山东省残疾人福利基金会
- 邱绵山 四川省德阳市红十字会
- 陈达文 香港中华仁人家园协会
- 陈 岳 湖南省郴州市慈善总会
- 陈 敏 山东省青岛市红十字会
- 陈梅琳 贵州省慈善总会
- 陈淑惠 北京青少年发展基金会
- 周汉臣 甘肃省陇南市慈善协会
- 周富如 安徽省合肥市慈善协会
- 罗伯特.阿伦塞里 江苏省徐州希望之家
- 苗 霞 中国人口福利基金会
- 俞新梅 甘肃省嘉峪关市慈善总会
- 信 凯 山东省淄博市慈善总会
- 姚汉章 甘肃省酒泉市慈善协会
- 姚 莉 北京百年农工子弟职业学校
- 祝瑞伍 辽宁省大连市慈善总会义工分会开发区义工队
- 荆德海 吉林省长春市双阳区慈善会
- 赵玉哲 陕西省红十字会
- 赵英兰 吉林省长春市慈善会
- 赵是兵 辽宁省慈善总会
- 赵锦云 云南省昆明市儿童福利院
- 郝文成 湖北省襄樊市慈善总会
- 郝廷藻 陈逢干大学生助学基金会
- 钟晓琴 甘肃省兰州慈爱实验艺术职业学校
- 项秉炎 浙江省宁波市慈善总会
- 徐山林 陕西省慈善协会
- 徐永光 南都公益基金会
- 殷忠民 人民教育出版社
- 浦哲文 美国晨星教育基金会
- 涂 猛 中国青少年发展基金会
- 袁 媛 中国社会工作协会志愿者工作委员会
- 郭天成 上海市慈善基金会南汇区分会
- 郭 宏 甘肃省天水市慈善总会
- 郭鸿亮 内蒙古巴彦淖尔市慈善总会
- 常 青 内蒙古赤峰市慈善总会
- 常寒婴 格列卫项目办公室
- 曹玉过 陕西省铜川市慈善暨扶贫协会
- 梁张辉林 天津经济技术开发区社会服务志愿者协会
- 梁登峰 河北省张家口市慈善总会
- 麻贵林 中华慈善总会
- 黄 旭 陕西省红十字会
- 黄浩明 中国国际民间组织合作促进会
- 龚子猛 福建省晋江市慈善总会
- 塔林夫 希望旅程公益联盟
- 彭景舜 福建省慈善总会
- 曾凡国 湖南省红十字会
- 谢 琼 安徽省合肥市夕阳红老年护理院
- 韩 陆 北京市红十字会
- 韩京津 中华慈善总会
- 韩 德 北京在行动国际文化中心
- 雷宝音 内蒙古自治区阿拉善盟慈善协会
- 蔡木通 广东省汕头市慈善总会存心善堂福利会
- 裴洪光 江苏省徐州市特殊教育中心
- 霍世仁 陕西省慈善协会

附：中华慈善贡献奖获得者名单
- 崔乃夫 中华慈善总会原会长
- 阎明复 中华慈善总会原会长
- 范宝俊 中华慈善总会会长
- 江亦曼 中国红十字会总会常务副会长
- 王郁昭 中国扶贫基金会名誉会长
- 陆焕生 天津市慈善会会长
- 陈铁迪 上海市慈善基金会理事长
- 谢玉堂 山东省慈善总会会长
- 王克英 湖南省慈善总会会长
- 孙家贤 浙江省慈善总会会长
- 俞兴德 江苏省慈善总会会长
- 张明俊 福建省慈善总会会长
- 李志斌 河南省慈善总会会长
- 邓国政 湖北省慈善总会会长
- 王思明 贵州省慈善总会会长
- 徐山林 陕西省慈善总会会长
- 胡延森 青岛市慈善会会长
- 王 昕 山西省红十字会会长
- 宝音德力格尔 内蒙古自治区红十字会会长
- 谢丽娟 上海市红十字会会长
- 吴锡军 江苏省红十字会会长
- 鲁松庭 浙江省红十字会会长

最具爱心慈善捐赠个人
- 黄如论
- 许家印
- 沈小平
- 古润金
- 陈逢干
- 杨受成

最具爱心内资企业
- 中国移动通信集团公司
- 新奥集团股份有限公司
- 中国民生银行股份有限公司
- 国家电网公司
- 远东控股集团有限公司
- 阿里巴巴（中国）有限公司
- 内蒙古鄂尔多斯投资控股集团有限公司
- 宝钢集团有限公司
- 海信集团有限公司

最具爱心外资和港澳台资企业
- 安利（中国）日用品有限公司
- 华阳电业有限公司
- 真维斯国际（香港）有限公司
- 汇丰银行
- 浙江贝因美科工贸股份有限公司
- 顶新国际集团

最具影响力慈善项目
- 长江新里程计划
- 恒爱行动
- 爱心包裹
- 格列卫患者援助项目
- 运达乡村教师奖励计划
- 嫣然天使基金
- 福彩慈善圆梦大型助学项目
- “重生行动——全国贫困家庭唇腭裂儿童手术康复计划”
- 台湾地区失学原住民学童计划
- “共享阳光”——来沪务工人员子女教育就业援助行动
- 蓝天春蕾计划
- 强生助孤
- 慈善“阳光班”
- 晨露国际郑州爱童园——服刑人员未成年子女救助保护项目
- 慈安桥
- 远航追梦项目
- 微笑母亲——农村妇女病普查普治救助项目
- 爱心午餐
- 创建全民慈善城市项目
- 万达慈善关爱行动救助项目

最具爱心慈善行为楷模
- 曹德旺
- 刘猛
- 周森
- 李广元
- 姜达敖
- 陈光标
- 张倩玉
- 乐爱妹
- 李永波

中华慈善奖·荣誉奖
- 郑家纯
- 丁书苗

中华慈善奖·特别奖
- 广东省福利彩票发行中心

最具爱心捐赠个人
曹德旺、曹其镛、陈逢干、董配永、古润金、胡子敬、黄如论、匡俊英、李春平、李宁、牛根生、沈小平、王琳达、许家印、许世坛、杨受成、杨钊、张东海、张永全、周立波
最具爱心企业
1、国有企业
- 宝钢集团有限公司
- 国家电网公司
- 金种子集团有限公司
- 山东黄金集团有限公司
- 上海绿地（集团）有限公司
- 中国石油化工集团公司
- 中国移动通信集团公司
- 中国远洋运输（集团）总公司

2、民营企业
- 阿里巴巴（中国）有限公司
- 常州天禄建设开发有限公司
- 大连万达集团股份有限公司
- 东方路桥集团股份有限公司
- 广西梧州中恒集团股份有限公司
- 海航集团有限公司
- 杭州娃哈哈集团有限公司
- 亨通集团有限公司
- 江苏沙钢集团有限公司
- 美的集团股份有限公司
- 苏泊尔集团有限公司
- 苏宁电器股份有限公司
- 腾讯公司
- 新奥集团股份有限公司
- 亿达集团有限公司
- 中国泛海控股集团有限公司
- 中国民生银行股份有限公司

3、外资暨港澳台资企业
- 安利（中国）日用品有限公司
- 顶新国际集团
- 华阳电业有限公司
- 汇丰银行
- 加多宝集团
- 江苏波司登羽绒服装有限公司
- 雀巢（中国）有限公司
- 新加坡金鹰国际集团
- 雅居乐地产控股有限公司
- 真维斯国际（香港）有限公司
- 中国衣恋集团
- 周大福珠宝行有限公司

最具影响力慈善项目
- “爱心亭”项目（遂宁市残疾人联合会）
- “长期照护全国联盟”项目（天津市鹤童老年公益基金会）
- 春晖行动（贵州省春晖行动发展基金会）
- 春雨行动（中国红十字基金会）
- “大爱救心”项目（广东省慈善总会、广州军区广州总医院）
- 多吉美、易瑞沙和特罗凯助医项目（中华慈善总会），
- 广东扶贫济困日活动项目（“广东扶贫济困日活动”办公室）
- 集善工程?启明行动（中国残疾人福利基金会）
- “人间有情”全国宁养医疗服务计划（李嘉诚基金会）
- “联动济困”项目（芜湖市民政局、芜湖市慈善总会、芜湖广播电视台、芜湖报业集团）
- 魔豆爱心工程（中国红十字会、淘宝网）
- 母亲小额循环项目（中国妇女发展基金会）
- “募师支教”计划（深圳市慈善会）
- 贫困儿童大病救助项目（江苏省慈善总会）
- “千村慈善帮扶基金”工程（宁波市慈善总会）
- 如新中华儿童先天性心脏病救治项目（如新（中国）日用保健品有限公司）
- 上杭县高龄老人及孤儿救济项目（紫金矿业集团股份有限公司）
- 桃源居社区公益服务项目（桃源居公益事业发展基金会）
- “同在蓝天下?快乐共成长”孤儿帮扶计划（荥阳慈善总会）
- “我要爱”灾后心理援助行动（上海增爱基金会、江苏远东慈善基金会、中国科学院心理研究所）
- 医疗扶贫“新长征”工程项目（延安市慈善协会）
- 中国儿童保险专项基金（中国儿童少年基金会）
- 中国-默沙东艾滋病合作项目（中国-默沙东艾滋病基金会（美国）北京代表处/中国-默沙东艾滋病合作项目办公室）

最具爱心行为楷模
阿里木江?哈里克、陈光标、江苏省南通市红十字阳光爱心志愿者车队、克力木?依莫拉、李安平、李春凤、李宁、李泉、圣辉、丝宝集团志愿者团体、薛景霞、言恭达、严哲、杨正权、袁正平、张平宜、张倩玉、张兆全和李玉玲夫妇、郑卫宁、左焕琛
最具爱心捐赠个人
- 曹德旺 福耀玻璃工业集团股份有限公司董事长
- 陈逢干 宁夏石嘴山市大榆树沟煤炭产销有限公司董事长
- 陈广川 江苏同曦投资发展集团有限公司董事长
- 崔根良 亨通集团有限公司董事长
- 党彦宝 宁夏宝丰能源集团有限公司总裁
- 丁和木 安踏（中国）有限公司荣誉董事长
- 高德康 波司登国际控股有限公司董事局主席
- 古润金 完美（中国）有限公司董事长
- 黄如论 世纪金源集团董事局主席
- 匡俊英 北京国泰康扶国际贸易有限公司总裁
- 李春平 北京市慈善协会海外名誉会长
- 沈小平 通鼎集团有限公司董事长
- 孙荫环 亿达集团有限公司董事长
- 唐翔千 上海唐君远教育基金会理事长
- 魏朝阳 富基实业集团有限公司董事长
- 许家印 恒大集团董事局主席
- 杨受成 香港英皇集团主席
- 杨卓舒 卓达集团总裁
- 郑金池 北京金龙兆业教育投资有限公司总裁
- 朱奕龙 银帝集团董事局主席

最具爱心捐赠企业
- 宝钢集团有限公司
- 宝龙集团发展有限公司
- 北京国瑞兴业地产股份有限公司
- 碧桂园控股有限公司
- 大连万达集团股份有限公司
- 大同煤矿集团有限责任公司
- 大西南矿业股份有限公司
- 戴尔（中国）有限公司
- 顶新国际集团
- 广西梧州中恒集团股份有限公司
- 国家电网公司
- 海航集团有限公司
- 河南省宋河酒业股份有限公司
- 华阳电业有限公司
- 汇丰银行（中国）有限公司
- 江苏瑞华投资控股集团有限公司
- 江苏沙钢集团有限公司
- 泸州老窖集团有限责任公司
- 美的集团
- 内蒙古伊泰集团有限公司
- 日照钢铁控股集团有限公司
- 如新（中国）日用保健品有限公司
- 山东鲁花集团有限公司
- 神华集团有限责任公司
- 四川西部国林林业股份有限公司
- 苏宁电器集团
- 泰安志高实业集团有限责任公司
- 腾讯公司
- 万向集团公司
- 五粮液集团有限公司
- 新奥集团股份有限公司
- 雅居乐地产控股有限公司
- 浙江省农村信用社联合社
- 真维斯国际（香港）有限公司
- 郑州日产汽车有限公司
- 中国海洋石油总公司
- 中国五矿集团公司
- 中国移动通信集团公司
- 中国衣恋集团
- 紫金矿业集团股份有限公司

最具爱心慈善楷模
- 崔永元 中央电视台节目策划人、主持人
- 迪亚拉 中国初级卫生保健基金会志愿者（马里籍）
- 豆红波 重庆市彭水县教育服务中心教师
- 韩 红 空军政治部文工团副团长
- 李荫浓、陈春琳 61489部队退休干部
- 刘 勇 深圳市残友集团股份有限公司副董事长
- 65639部队64分队雷锋班 沈阳军区
- 天使妈妈救助团队 志愿者团队
- 王德旺 审计署退休干部
- 王 芳 广西南宁市江南区安琪之家康复教育活动中心院长
- 王琳达 北京怡海花园房地产开发有限公司董事长
- 吴锦泉 江苏省南通市港闸区天生港镇五星村村民
- 武霞敏 上海交通大学退休副教授
- 武陟慈善志愿者服务队 河南省武陟县志愿者团队
- 夏志国、陈玉珍夫妻 吉林省长春市个体工商户
- 易解放 上海市虹口区四川北路街道居民
- 翟长庆 山东省济南历城慈善总会会长
- 张俊兰 天津日报社记者
- 张倩玉 中华慈善总会荣誉副会长

最具影响力慈善项目
- 爱心温州?善行天下?明眸工程（浙江省温州医学院附属眼视光医院）
- “爱在慈善城 情暖夕阳红”——荥阳市困难老人帮扶项目（河南省荥阳慈善总会）
- 春苗营养计划（安利公益基金会）
- 慈善建房项目（辽宁省阜新市慈善总会）
- 点亮生命计划—贫困儿童大病救助（河南省慈善总会）
- “呵护心灵·一路同行”贫困精神病人慈善救助项目（河南省郑州市第八人民医院）
- 李嘉诚基金会·汕头大学医学院医疗扶贫行动（汕头大学医学院医疗扶贫办公室）
- “梦想中心”乡村素质教育公益服务体系（上海真爱梦想公益基金会）
- 免费午餐基金（中国社会福利基金会）
- 思源沼气（中华思源工程扶贫基金会）
- “童缘”少年儿童公益慈善资助项目（中华少年儿童慈善救助基金会）
- 为了明天工程——关爱帮扶重点青少年群体项目（共青团中央）
- 5.12地震伤员康复项目暨NGO介入早期康复救援模式（香港福幼基金会）
- 希望厨房（中国青少年发展基金会）
- “1+1”中国法律援助志愿者行动（中国法律援助基金会）
- 《直通990》（上海广播电视台）
- 治理白色垃圾保护美好家园（华夏董氏兄弟商贸（集团）有限责任公司）
- 中国红十字会心灵阳光工程（中国红十字会总会）
- “中国贫困英模母亲”建设银行资助计划（中国妇女发展基金会）
- 祖国惦念你——全球华侨华人大型公益晚会（中国华侨公益基金会）

最具爱心捐赠个人
- 曹德旺 福耀玻璃工业集团股份有限公司董事长
- 陈逢干 宁夏石嘴山市大榆树沟煤炭产销有限公司董事长
- 党彦宝 宁夏宝丰能源集团有限公司总裁
- 古润金 完美（中国）有限公司董事长
- 黄炳均夫妇 昌兴国际控股（香港）有限公司集团主席
- 黄如论 世纪金源集团董事局主席
- 李春平 北京市慈善协会海外名誉会长
- 刘 彪 刘彪慈善基金会主席
- 潘亚文 中奥联合投资有限公司董事长
- 任太平 河南永威安防股份有限公司董事长
- 任元林 江苏扬子江船业集团公司董事长
- 沈小平 通鼎集团有限公司董事长
- 释妙乐 庐山铁佛寺方丈
- 谭少群 福星集团控股有限公司总裁
- 王健林 大连万达集团股份有限公司董事长
- 许家印 恒大集团董事局主席
- 杨受成 香港英皇集团主席
- 杨 钊 旭日集团有限公司董事长
- 叶如平 浙江万地房产投资集团董事长
- 宗庆后 杭州娃哈哈集团有限公司董事长

最具爱心捐赠企业
- 宝钢集团有限公司
- 碧桂园控股有限公司
- 大庆油田有限责任公司
- 戴尔（中国）有限公司
- 顶新国际集团
- 福建达利集团
- 福建三安集团有限公司
- 甘肃省农村信用社联合社
- 广西梧州中恒集团股份有限公司
- 国家电网公司
- 海航集团有限公司
- 黑龙江兴安矿业开发集团有限公司
- 亨通集团有限公司
- 华夏董氏兄弟集团
- 华阳电业有限公司
- 汇丰银行（中国）有限公司
- 江苏沙钢集团有限公司
- 康恩贝集团有限公司
- 泸州老窖集团有限责任公司
- 玫琳凯（中国）化妆品有限公司
- 内蒙古伊泰集团有限公司
- 啟福置业股份有限公司
- 强生公司
- 三星（中国）投资有限公司
- 山东黄金集团有限公司
- 苏宁电器集团有限公司
- 腾讯公司
- 万向集团公司
- 厦门恒兴集团有限公司
- 新奥集团股份有限公司
- 亿达集团有限公司
- 益海嘉里投资有限公司
- 真维斯国际（香港）有限公司
- 中国长江三峡集团公司
- 中国泛海控股集团有限公司
- 中国贵州茅台酒厂（集团）有限责任公司
- 中国民生银行股份有限公司
- 中国五矿集团公司
- 中国移动通信集团公司
- 卓尔控股有限公司

最具爱心慈善楷模
- 阿扎提古丽?日介甫 中国乌鲁木齐SOS儿童村妈妈
- 苍南县壹加壹应急救援中心 民间专业救援机构
- 陈伟鸿 中央电视台主持人
- 陈一丹 腾讯公司主要创始人、首席行政官
- 第二起跑线医疗志愿服务团队 郑州市第一按摩医院
- 丁耀先 包头市环保联合会会长
- 方庆云 福州市慈善总会会长
- 郭海良 中央民族大学MPA研究生会主席
- 孔祥银 山东省邹城市第二建筑公司项目经理
- 励 娜 无国界社工行政总裁
- 林秀贞 河北省衡水市枣强县王常乡南臣赞村农民
- 马依尔江 新疆中帕投资控股有限公司董事长
- 彭庆英 安徽省淮北市慈善协会爱心分会会长
- 苏 芒 时尚传媒集团副总裁
- 田洪武 黑龙江省克山县洪武孤儿院院长
- 王诚印 河北省委党史研究室《党史博采》杂志社理事会副理事长
- 杨文学 贵州省毕节市织金县鸡场乡鸡坡村农民
- 杨玉仙 中国兵器工业集团中国北方车辆研究所退休职工
- 赵克信 中国人民解放军安徽省六安军分区政治部主任

最具影响力慈善项目
- 爱心助环卫（辽宁省沈阳市职工爱心慈善基金会）
- 安利环保嘉年华（安利（中国）日用品有限公司）
- 长沙市“幸福家园”危房援建项目（湖南省长沙慈善会）
- 福建省红十字城乡困难居民重特大疾病医疗救助（福建省红十字会）
- 共铸中国心（北京市红十字基金会）
- 捡回珍珠计划（中国华侨公益基金会）
- 芒果V基金“快乐校车”（中国社会福利基金会芒果微基金管理委员会）
- 母亲邮包（中国妇女发展基金会）
- 内蒙古盛乐国际生态示范区项目（老牛基金会）
- 贫困孤儿和留守儿童文武帮扶项目（河南省登封市慈善总会）
- 神华爱心行动（神华公益基金会）
- 手牵手家连家结对帮扶计生家庭大行动（山东省潍坊市计划生育协会、诸城市计划生育协会）
- 武陟县村级慈善工作站建设项目（河南省武陟县慈善协会）
- 小天使基金——贫困白血病儿童救助项目（中国红十字基金会）
- 阳光伴我行（中国残疾人福利基金会）
- 阳光下展翅行动——上海市闵行区有不良或严重不良行为青少年教育帮扶项目（共青团上海市闵行区委员会）
- 岳阳市特困家庭大病医疗慈善救助项目（湖南省岳阳市特困家庭大病医疗慈善救助基金会）
- 中国肯德基曙光基金（中国青少年发展基金会）
- 中华红丝带基金凉山州艾滋病防治项目（中华红丝带基金）
- 资助80后农民工创业就业项目（四川省遂宁市慈善总会）